# يوليوس غونتر
يوليوس غونتر (بالسويدية: Julius Günther)‏ هو مغني ومغني أوبرا سويدي، ولد في 1 مارس 1818 في غوتنبرغ في السويد، وتوفي في 22 مارس 1904 في The Royal Court Parish ‏ في السويد.

## وصلات خارجية
- يوليوس غونتر على موقع ميوزك برينز (الإنجليزية)